# Antsampandrano (Ambatolampy)
Pour les articles homonymes, voir Antsampandrano.
Antsampandrano est une commune urbaine malgache, située dans la partie sud-est de la région de Vakinankaratra.